# Olympische Winterspiele 1960/Skilanglauf – 3 × 5 km (Frauen)
Die 3 × 5-km-Skilanglaufstaffel der Frauen bei den Olympischen Winterspielen 1960 fand am 26. Februar 1960 im McKinney Creek Stadium statt.
Das Rennen begann bei gutem Wetter, Sonnenschein und −2 bis −5 °C auf der Loipe. Nach dem Vierfachsieg auf den 10 km galten die Sowjet-Sportlerinnen als eindeutige Favoritinnen, doch sie hatten wie schon 1956 Pech, denn Jeroschina verlor bei einem Sturz einen Ski und riss eine erhebliche Verspätung auf. Rantanen stolperte über die gestürzte Konkurrentin, was auch für sie einen Zeitverlust bedeutete. Johansson befand sich bereits in Führung, profitierte vom genannten Missgeschick und führte beim ersten Kontrollpunkt bei 2,5 km mit 25 Sekunden vor Rantanen, 31 vor Biegun und 40 vor Jeroschina. Nach 5 km war Schweden vor Polen, Finnland und der Sowjetunion voran. Gussakowa vermochte vorerst den Vorsprung Strandbergs auf 52 Sekunden zu reduzieren, konnte aber ihr forciertes Anfangstempo nicht halten, sodass die Schwedin diese Teilstrecke mit 59 Sekunden Vorsprung abschloss. Kosyrewa erzielte zwar die klare Tagesbestzeit, doch es reichte nicht mehr, um Edström abzufangen.
Die sowjetische Mannschaftsführung kündigte gegen die Wertung einen Protest an und behauptete, Jeroschina sei von Rantanen behindert worden, später auch, dass Johansson über Jeroschinas Ski gefahren sei. Dies sollte mit zwei Filmen bewiesen werden. Ebenso habe der schwedische Langläufer Lennart Larsson seine Landsfrauen als eine Art Schrittmacher neben der Spur unterstützt. Später zogen die Sowjets den Protest zurück, nachdem Mitglieder der Jury bekanntgegeben hatten, dass laut Filmbeweis Johansson nichts mit der Kollision zu tun hatte.

## Ergebnisse
| Platz | # | Land / Sportlerinnen                                                               | Zeit                                          |
| ----- | - | ---------------------------------------------------------------------------------- | --------------------------------------------- |
| 1     | 6 | Schweden 0000Irma Johansson 0000Britt Strandberg 0000Sonja Edström                 | 1:04:21,4 h 21:31 min 21:45 min 0021:05,4 min |
| 2     | 1 | Sowjetunion 0000Radja Jeroschina 0000Maria Gussakowa 0000Ljubow Kosyrewa           | 1:05:02,6 h 22:57 min 21:18 min 0020:47,6 min |
| 3     | 5 | Finnland 0000Siiri Rantanen 0000Eeva Ruoppa 0000Toini Pöysti                       | 1:06:27,5 h 22:57 min 21:51 min 0021:39,5 min |
| 4     | 4 | Polen 0000Stefania Biegun 0000Helena Gąsienica Daniel 0000Józefa Czerniawska-Pęksa | 1:07:24,6 h 22:10 min 23:05 min 0022:09,6 min |
| 5     | 3 | Deutschland 0000Rita Czech-Blasel 0000Renate Dannhauer 0000Sonnhilde Kallus        | 1:09:25,7 h 22:59 min 22:48 min 0023:38,7 min |
| DNS   | 2 | Bulgarien 0000Rosa Dimowa 0000Krastana Stoewa 0000Nadeschda Wassilewa              |                                               |